# Kościół Bethel w Aleppo
Kościół Bethel – zabytkowy zbór Ormiańskiego Kościoła Ewangelickiego w Aleppo. Położony jest w centrum miasta, w dzielnicy As-Sulajmanijja. Obecnym (rok 2021) pastorem jest Harutjun Selimjan.

## Historia
W 1923 roku otwarta została w tym miejscu ewangelicka szkoła ormiańska. W czasie wojny domowej w Syrii kościół został uszkodzony, ponownie otwarcie po naprawie zniszczeń nastąpiło 22 marca 2021.

## Architektura
Wybudowana z kamienia świątynia jest budowlą trójnawową, zakończoną płytką apsydą, o fasadzie zwieńczonej wieżą.

## Wnętrze
Wnętrze bardzo skromne, w ołtarzu znajduje się duży krzyż w stylu ormiańskim, okna zdobią witraże.